# Trung tâm thế giới
Trung tâm thế giới (tiếng Tây Ban Nha: La mitad del mundo) là một phim tâm lý do Jaime Ruiz Ibáñez biên kịch và đạo diễn, trình chiếu ngày 05 tháng 01 năm 2011 tại México.

## Nội dung
Cậu trai Mingo 25 tuổi vang danh khắp thị trấn nhờ căn bệnh thiểu năng trí tuệ. Phải sống trong môi trường đầy rẫy đố kị và đạo đức giả, từ linh mục cho đến chính bà mẹ, Mingo lâm tình trạng bất an và thèm khát nhục dục.
Vô tình, cậu rơi vào vòng tay của những người phụ nữ trung niên bị chồng phụ bạc và trở thành trò giải trí trong mắt họ. Những người này bày cuộc đánh bài và để Mingo bịt mắt, hễ cậu chạm ai trước nhất thì được gần gũi tình dục với kẻ đó.
Trò chơi đuổi mắt nhục dục cứ thế ngầm lan khắp thị trấn, cuốn theo những cô mới lớn và cả chính bà Graciana - mẹ Mingo. Tới khi nam giới trong vùng biết truyện, họ bắt đầu họp nhau lại tính kế trả thù. Không làm gì được vợ con, họ nhằm vào Mingo và coi cậu là căn nguyên thảm họa.

## Kĩ thuật
Bộ phim quay tại ngoại ô México năm 2009 những mãi tới năm 2011 mới công chiếu lần đầu.

### Sản xuất
- Tuyển lựa: Elvira Richards
- Giám chế: Lola Ovando
- Trang trí: Mirna Quintana
- Phục trang: Josefina Echeverría
- Hóa trang: Mari Paz Robles

### Diễn xuất
- Hansel Ramírez... Mingo
- Luisa Huertas... Graciana - mẹ Mingo
- Susana Salazar... Catita - góa bụa
- Lumi Cavazos... Juana
- Ignacio Guadalupe... Chema - bồ Juana
- Fernando Becerril... Zenón - tổng trấn
- Raúl Adalid... Joaquín - thợ cơ khí
- Paulina Gaitan... Paulina - con gái Joaquín
- Ana Karina Guevara... Eustolia - vợ Joaquín
- Isaura Espinoza... Inés - vợ tổng trấn
- Iazua Larios... Thiếu nữ thiểu năng
- José Juan Meraz... Hilario
- Eugenio Martínez... Đức cha Justo
- Elvira Richards... Rita
- Julia Robles... Olga
- Daniela Vash... Queta
- Magda Vizcaíno... Chayito
- Antonio Monroi... Khách chơi billiard